# Kanton Ham
Kanton Ham (fr. Canton de Ham) je francouzský kanton v departementu Somme v regionu Hauts-de-France. Skládá se z 67obcí. Před reformou kantonů 2014 ho tvořilo 19 obcí.

## Obce kantonu
od roku 2015:
| - Ablaincourt-Pressoir - Assevillers - Athies - Belloy-en-Santerre - Berny-en-Santerre - Béthencourt-sur-Somme - Billancourt - Breuil - Brouchy - Buverchy - Chaulnes - Chuignes - Cizancourt - Croix-Moligneaux - Curchy - Dompierre-Becquincourt - Douilly - Ennemain - Épénancourt - Eppeville - Esmery-Hallon - Estrées-Deniécourt - Falvy | - Fay - Fontaine-lès-Cappy - Foucaucourt-en-Santerre - Framerville-Rainecourt - Fresnes-Mazancourt - Grécourt - Ham - Herleville - Hombleux - Hyencourt-le-Grand - Languevoisin-Quiquery - Licourt - Lihons - Marchélepot - Matigny - Mesnil-Saint-Nicaise - Moyencourt - Misery - Monchy-Lagache - Morchain - Muille-Villette - Nesle | - Offoy - Omiécourt - Pargny - Pertain - Potte - Proyart - Punchy - Puzeaux - Quivières - Rethonvillers - Rouy-le-Grand - Rouy-le-Petit - Saint-Christ-Briost - Sancourt - Soyécourt - Tertry - Ugny-l'Équipée - Vauvillers - Vermandovillers - Villecourt - Voyennes - Y |

před rokem 2015:
- Athies
- Brouchy
- Croix-Moligneaux
- Devise
- Douilly
- Ennemain
- Eppeville
- Esmery-Hallon
- Ham
- Matigny
- Monchy-Lagache
- Muille-Villette
- Offoy
- Quivières
- Sancourt
- Tertry
- Ugny-l'Équipée
- Villecourt
- Y